# Gradište (Merošina)
Gradište (em cirílico: Градиште) é uma vila da Sérvia localizada no município de Merošina, pertencente ao distrito de Nišava. A sua população era de 559 habitantes segundo o censo de 2011.

## Demografia
| 1948 | 1953 | 1961 | 1971 | 1981 | 1991 | 2002 | 2011 |
| ---- | ---- | ---- | ---- | ---- | ---- | ---- | ---- |
| 884  | 917  | 821  | 736  | 744  | 652  | 596  | 559  |